# 32610 Siennafink
32610 Siennafink è un asteroide della fascia principale. Scoperto nel 2001, presenta un'orbita caratterizzata da un semiasse maggiore pari a 2,9504595 UA e da un'eccentricità di 0,0181762, inclinata di 1,78450° rispetto all'eclittica.